# Немировская гимназия
Немировская гимназия — мужская гимназия Российской империи, действовавшая в Немирове в 1838—1920 годах.

## История
В 1785 году великий подкоморий граф Викентий Потоцкий основал в местечке Немиров частное училище для детей бедных дворян. После второго раздела Польши, когда Подолия была присоединена к России, Немировское училище перешло в непосредственное заведование Подольского приказа общественного призрения, а в 1803 году было причислено к Виленскому учебному округу. В 1815 году Немировское училище было преобразовано в Брацлаво-Гайсинское поветовое училище, которое было закрыто в 1832 году после польского восстания. Два года спустя в Немирове было учреждено уездное училище, в 1836 году преобразованное в четырехклассное дворянское училище.
В 1838 году камергер Высочайшего двора граф Болеслав Потоцкий предложил Министерству народного просвещения преобразовать дворянское училище в гимназию и обязался ежегодно выплачивать необходимые для её содержания средства, а также выстроить новое здание гимназии. Высочайшим повелением от 16 апреля 1838 года вместо уездного дворянского училища в Немирове была учреждена гимназия, торжественно открытая 7 августа того же года. Первым директором был назначен И. А. Миладовский. Гимназия была открыта в составе пяти классов, так что первый выпуск состоялся в 1841 году. Число учащихся с первого же года доходило до 450 человек.
В 1841—1853 годах директором был Е. Я. Зимовской. В своих воспоминаниях М. К. Чалый писал: 

Во всём виденном мною нельзя было не заметить аракчеевских порядков, которые преемственно из военных поселений через Брадке перешли к Зимовскому.
В 1865—1869 годах гимназия была преобразована в реальную в соответствии с уставом 1864 года. Основная часть преобразований была произведена новым директором И. Я. Сорокиным, который сумел сохранить порядок в заведении, несмотря на Польское восстание 1863 года. Первый выпуск реалистов состоялся в 1870 году, всего выпусков из Немировской гимназии, как реальной, было четыре. В 1871—1876 годах гимназия была преобразована в классическую в соответствии с уставом 1871 года. Первый выпуск после преобразования состоялся в 1876 году. С конца 1870-х годов качество выпускных работ постепенно улучшалось, и к середине 1880-х гимназия стала одной из лучших в округе.
Первым почетным попечителем гимназии был избран граф Б. С. Потоцкий, а с 1867 года — его зять граф Г. С. Строганов. В разные годы преподавателями гимназии были: художник И. М. Сошенко (1845—1848), филолог М. К. Чалый (1845—1852), этнограф А. В. Маркович (1855—1859), историк И. И. Ничипоренко (1866—1876).
Среди известных выпускников гимназии: писатель А. О. Новодворский, член Государственной думы В. В. Жуковский и академик АН СССР А. А. Чернышёв. В гимназии также учились, но не окончили курса: поэт и революционер Г. А. Мачтет, артист Е. Я. Неделин, писатель Н. П. Трублаини.
В 1916—1917 учебном году в гимназии было 8 основных, 3 параллельных и один приготовительный класс; число учеников составляло 359 человек, плата за учение — 70 рублей в год. Гимназия просуществовала до 1920 года. В годы Гражданской войны ей удалось сохранить обширную библиотеку и физический кабинет.
В советское время в зданиях гимназии располагались детская колония, педагогическое училище, а с 1979 года — средняя школа. В 1957 году в корпусе бывшей мужской гимназии был открыт литературно-мемориальный музей Марка Вовчка.

## Директора
- хх.хх.1838 — хх.хх.1839 — Иван Андреевич Миладовский
- 15.06.1839 — хх.хх.1841 — Иван Григорьевич Кулжинский
- 19.09.1841 — хх.хх.1853 — Егор Яковлевич Зимовской
- 18.05.1853 — 26.05.1857 — Михаил Андреевич Тулов
- 02.06.1857 — хх.хх.1857 — Гуго Эрнестович Траутфеттер[2]
- 31.10.1857 — 07.09.1860 — Тимофей Иванович Пристюк
- 17.10.1860 — 05.08.1863 — Александр Николаевич Дельсаль
- 05.08.1863 — 14.12.1868 — Иван Яковлевич Сорокин
- 14.12.1868 — хх.хх.1872 — Пётр Гаврилович Барщевский
- 07.10.1872 — 17.08.1874 — Николай Михайлович Шульженко
- 17.08.1874 — 30.09.1882 — Пётр Васильевич Кизимовский
- 30.09.1882 — хх.хх.1883 — Владимир Платонович Должиков
- 24.12.1883 — хх.хх.1905 — Тихон Васильевич Тихомиров
- 19.08.1906 — 15.11.1908 — Николай Леонтьевич Лятошинский
- 15.11.1908 — 23.08.1910 — Александр Андреевич Черняев
- 28.09.1910 — 01.06.1911 — Михаил Иванович Донченко
- 01.06.1911 — 12.07.1914 — Иван Александрович Виноградов
- 12.07.1914 — хх.хх.1917 — Николай Афиногенович Синицын